# 森林湖 (加利福尼亞州普萊瑟縣)
森林湖（英語：Lake Forest）是位於美國加利福尼亞州普萊瑟縣的一個非建制地區。該地的面積和人口皆未知。

## 地理
森林湖的座標為38°11′04″N 120°06′53″W / 38.18444°N 120.11472°W，而該地的平均海拔高度為1908米（即6260英尺）。